# Villamedianilla
Villamedianilla község Spanyolországban, Burgos tartományban. Villamedianilla Castrojeriz, Vallejera és Revilla Vallejera községekkel határos. Lakosainak száma 9 fő (2024).

## Népesség
A település népessége az utóbbi években az alábbiak szerint változott:
| Lakosok száma | 28   | 24   | 23   | 19   | 13   | 13   | 11   | 12   | 10   | 9    |
|               | 2001 | 2004 | 2006 | 2009 | 2011 | 2014 | 2016 | 2019 | 2021 | 2024 |